# Bakonykoppány
Bakonykoppány (hongrois : Bakonykoppány [ˈbɒkoɲkopːaːɲ] ; allemand : Koppen im Buchenwald) est une localité hongroise située dans le comitat de Veszprém.

## Site et localisation

### Topographie et hydrographie
Bakonykoppány est situé dans la région du Bakony, à environ 16 kilomètres de la ville la plus proche, Pápa.

## Histoire
Bakonykoppány est un village d'origine médiévale, fondé à l'époque arpadienne. Il est mentionné pour la première fois dans une source écrite en 1086, sous le nom de Cupan. Son nom provient du clan Koppán, sur les terres d'estive duquel le village était établi.
Jusqu'au XVIe siècle, Bakonykoppány appartenait au monastère de Saint-Maurice. Il fut plusieurs fois ravagé par les troupes ottomanes au cours du XVIe siècle, ce qui entraîna son dépeuplement. Au milieu de ce même siècle, il apparaît comme un hameau faiblement habité, propriété de l'abbaye bénédictine de Pannonhalma.
La repopulation du village débuta au début du XVIIIe siècle, avec l'installation de colons allemands, moraves et croates. Dans les années 1750, Bakonykoppány devint une possession de l'abbaye de Zirc.
Jusqu'en 1857, le village portait le nom de Koppány.
Après la Seconde Guerre mondiale, une partie de la population d'origine allemande fut expulsée. Elle fut remplacée par des Hongrois transférés depuis la Slovaquie dans le cadre des échanges de population.

## Équipements

### Réseaux extra-urbains
Bakonykoppány est accessible par la route depuis deux directions principales : depuis les routes principales 82 et 832, par la route secondaire 8301, qui relie les régions de Zirc et de Pápa. C'est à cet endroit que bifurque, vers le nord, la route secondaire 83 117, unique voie d'accès routier au village voisin de Bakonyszücs.

## Patrimoine local
Le village abrite une église catholique romaine de style baroque, ainsi qu'un presbytère, tous deux datant du XVIIIe siècle.